# گورسکو اسلیووو
گورسکو اسلیووو (به لاتین: Gorsko Slivovo) یک منطقهٔ مسکونی در بلغارستان است که در شهرستان لتنیتسا واقع شده‌است.